# Krypton (truyện tranh)

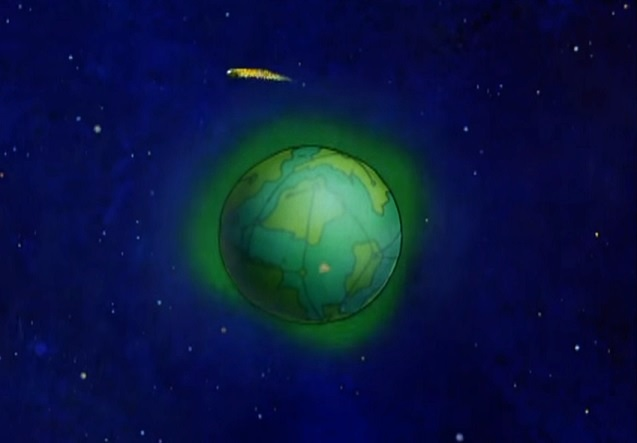
Hành tinh Krypton trong Superman.

Krypton là một hành tinh hư cấu xuất hiện trong các cuốn truyện tranh Mỹ được DC Comics xuất bản. Hành tinh này là thế giới của Superman và được đặt tên theo nguyên tố hóa học krypton. Hành tinh này được Jerry Siegel và Joe Shuster sáng tạo ra và lần đầu tiên được đề cập đến trong Action Comics #1(tháng 6 năm 1938). Hành tinh này xuất hiện lần đầu tiên trong Superman #1 (mùa hè 1939).
Krypton cũng là thế giới của Supergirl, Krypto the Superdog, và Power Girl (trong trường hợp của cô, một phiên bản vũ trụ thay thế được gọi là "Krypton-Two"). Krypton đã được mô tả như là đã bị phá hủy ngay sau khi chuyến bay của Superman từ hành tinh này, mặc dù các chi tiết chính xác về sự phá hủy của nó khác nhau theo thời gian và các nhà văn. Kryptonian là loài chiếm ưu thế trên hành tinh Krypton.